# Hakea actites
Hakea actites (лат.) — колючий кустарник или небольшое дерево, вид рода Хакея (Hakea) семейства Протейные (Proteaceae). Встречается на северо-востоке Нового Южного Уэльса и юго-востоке Квинсленда (Австралия). Цветёт с поздней осени до ранней весны, белые цветы исключительно богаты нектаром.

## Ботаническое описание
Hakea actites — это лигнотуберозный колючий кустарник или дерево, растущее до 0,3–5 м в высоту. Мелкие ветви шелковистые или густо покрыты короткими спутанными волосками. Светло-зелёные листья имеют гладкую игольчатую форму от 3,5 до 13,5 см в длину и от 0,3 до 1,3 мм в диаметре с острым кончиком длиной 1-2 мм. Соцветие состоит из 1—6 белых цветков, появляющихся группами в пазухах листьев. Цветочные стебли длиной 0,6–1 мм покрыты короткими спутанными волосками ржавого цвета. Цветоножка длиной 1,8–3 мм покрыта редкими спутанными шелковисто-белыми и ржавыми волосками. Околоцветник длиной 3,1–4,3 мм, белый и гладкий, иногда голубовато-зелёный с порошкообразной плёнкой. Плоды — морщинистые  в форме яйца 20—35 мм длиной и 16—25 мм шириной — оканчиваются гладким округлым клювиком и рожками. Иногда фрукты появляются с грубыми выпуклостями. Цветёт с мая по сентябрь. Напоминает более известный вид Hakea sericea.

## Таксономия
Вид был описан ботаником Уильямом Робертом Баркером (англ. William Robert Barker) в 1996 году, его описание опубликовано в Journal of the Adelaide Botanic Garden. Типовой образец был получен в районе Ангури на северном побережье Нового Южного Уэльса. 
Видовое название происходит от древнегреческого слова, означающего «обитатель берега», относящегося к прибрежным районам, где встречается вид. Является частью группы H. sericea, в которую в основном входят хакеи восточных австралийских штатов с простыми округлыми на срезе листьями, соцветиями, содержащими лишь несколько цветов, волосатые цветоножки и раздельные древесные плоды. Другие члены этой группы: Hakea constablei, Hakea decurrens, Hakea gibbosa, Hakea lissosperma, Hakea macraeana, Hakea sericea и Hakea tephrosperma.

## Распространение и биология
Hakea actites произрастает в болотистых местах в прибрежных районах вокруг Харви-Бей на юго-востоке Квинсленда на севере до немного севернее Кофс-Харбора в Новом Южном Уэльсе на юге. Предпочитает влажные пески и песчаные глинистые почвы и часто является частью открытого сообщества валумской экосистемы и эвкалиптовых лесов.

## Разведение
Очень выносливый вид, который можно выращивать из семян и пригоден для прибрежных болотистых территорий. Hakea actites обеспечивает защиту, гнездование и нектар для мелких птиц благодаря своей колючей кроне и обильному цветению.